# Billy Porter
Billy Porter (Pittsburgh, 21 settembre 1969) è un attore e cantante statunitense, vincitore di un Emmy Award, un Grammy Award e tre Tony Award.

## Biografia

### Teatro
Ha recitato principalmente in teatro, lavorando in numerosi musical e opere di prosa tra cui Miss Saigon (Broadway, 1991; 1998-1999), Grease (Broadway, 1994), Il mercante di Venezia (off Broadway, 1995), Dreamgirls (New York, 2001), La piccola bottega degli orrori (Broadway, 2004), Hair (New York, 2004), Pippin (Los Angeles, 2004), Angels in America - Fantasia gay su temi nazionali (off Broadway, 2010) e Shuffle Along, or, the Making of the Musical Sensation of 1921 and All That Followed (2016). Per la sua performance in Kinky Boots ha vinto il Tony Award al miglior attore protagonista in un musical, oltre al Drama Desk Award, Grammy Award, Outer Critics Circle Award ed il Broadway.com Award.

### Televisione
Porter è apparso per la prima volta in televisione nel 1992 come concorrente del talent show Star Search, grazie al quale vince un premio di 100.000 dollari. A partire dalla fine degli anni '90 appare in vari episodi di diverse serie TV. Nel 2018 ottiene il ruolo di protagonista nella serie TV Pose, confermata per varie stagioni negli anni successivi; per tale ruolo ha vinto un Emmy Award come miglior attore protagonista nel 2019.

### Cinema
A partire dal 1996 è apparso in vari film di successo, lavorando sia come attore (Il club delle prime mogli, Un amore sotto l'albero, The Humbling) che come doppiatore (Anastasia). Nel 2021 ha interpretato il ruolo di fata non-binary nel film Cenerentola, ottenendo una forte rilevanza mediatica e partecipando anche alla colonna sonora del film.

### Musica
Ha esordito come cantante nel 1999, anno in cui pubblica il suo album d'esordio eponimo e un relativo singolo. A partire dal 2005 ha pubblicato altri album associati esclusivamente alla sua carriera teatrale, pubblicando saltuariamente anche dei singoli indipendenti da essa.

## Vita privata
Porter è apertamente gay ed è sposato con Adam Smith dal 2017. È sieropositivo all'HIV dal 2007, anno in cui, inoltre, gli è stato diagnosticato il diabete di tipo 2.

## Filmografia

### Cinema
- Il club delle prime mogli (The First Wives Club), regia di Hugh Wilson (1996)
- Anastasia, regia di Don Bluth e Gary Goldman (1997)
- Il club dei cuori infranti (The Broken Hearts Club: A Romantic Comedy), regia di Greg Berlanti (2000)
- Un amore sotto l'albero (Noel), regia di Chazz Palminteri (2004)
- The Humbling, regia di Barry Levinson (2014)
- Amiche in affari (Like a Boss), regia di Miguel Arteta (2020)
- Cenerentola (Cinderella) , regia di Kay Cannon (2021)
- 80 voglia di Brady (80 for Brady), regia di Kyle Marvin (2023)
- Our Son, regia di Bill Oliver (2023)

### Televisione
- Destini – serie TV (1998)
- Law & Order - I due volti della giustizia (Law & Order) – serie TV, episodio 15x08 (2004)
- The Big C – serie TV, episodio 3x01 (2012)
- Law & Order - Unità vittime speciali (Law & Order: Special Victims Unit) – serie TV, episodio 15x07 (2013)
- The Get Down –  serie TV, episodio 1x01 (2016)
- American Horror Story – serie TV, 5 episodi (2018)
- Pose – serie TV, 24 episodi (2018-2021)
- The Twilight Zone – serie TV, episodio 2x03 (2020)
- Gossip Girl – serie TV, episodio 1x05 (2021)

### Regista
- Tutto è possibile (Anything's Possible) (2022)

## Discografia

### Album
- 1999 – Billy Porter
- 2005 – At the Corner of Broadway + Soul
- 2014 – Billy's Back on Broadway
- 2017 – Billy Porter Presents the Soul of Richard Rodgers

### Singoli
- 1997 – Show Me/What Iz Time
- 2005 – Awaiting You/Time (Live)
- 2017 – Edelweiss
- 2019 – Love Yourself
- 2020 – For What It's Worth
- 2021 – Children

## Teatro
- 1991: Miss Saigon – nel ruolo di John (Broadway Theatre)
- 1994: Grease – nel ruolo di Teen Angel (Eugene O'Neill Theatre)
- 1995: Il mercante di Venezia – nel ruolo di Solanio (Off-Broadway)
- 1995: Songs for a New World – nel ruolo di performer (WPA Theatre)
- 1996: Smokey's Joe Café – nel ruolo di performer (August Wilson Theatre)
- 1998: Jesus Christ Superstar – nel ruolo di Gesù di Nazareth (Helen Hayes Performing Arts Center)
- 1998–99: Miss Saigon – nel ruolo di John (rimpiazzo) (Broadway Theatre)
- 2001: Dreamgirls – nel ruolo di James Thunder Early (concerto)
- 2003: Radiant Baby – ruoli vari (Public Theater)
- 2004: Topdog/Underdog (City Theatre)
- 2004: La piccola bottega degli orrori – nel ruolo di Audrey II (August Wilson Theatre)
- 2005: Ghetto Superstar – nel ruolo di performer (Off-Broadway)
- 2009: Putting It Together – nel ruolo di performer (Off-Broadway)
- 2010: Angels in America - Fantasia gay su temi nazionali – nel ruolo di Belize (Signature Theatre)
- 2013–15: Kinky Boots – nel ruolo di Lola (Al Hirschfeld Theatre)
- 2014, 2017: Kinky Boots – nel ruolo di Lola (rimpiazzo) (Al Hirschfeld Theatre)
- 2016: Shuffle Along, or, the Making of the Musical Sensation of 1921 and All That Followed – nel ruolo di Aubrey Lyles (Music Box Theatre)
- 2025: Cabaret – nel ruolo del Maestro delle Cerimonie (Playhouse Theatre, August Wilson Theatre)
- 2025: The Bitter Earth – regista (Soho Theatre)

## Riconoscimenti
- Golden Globe
  - 2019 – Candidatura per il miglior attore in una serie drammatica per Pose
  - 2020 – Candidatura per il miglior attore in una serie drammatica per Pose
  - 2022 – Candidatura per il miglior attore in una serie drammatica per Pose
- Black Reel Awards
  - 2020 – Candidatura per il miglior attore in una serie drammatica per Pose
- Critics' Choice Awards
  - 2019 – Candidatura per il miglior attore in una serie drammatica per Pose
  - 2020 – Candidatura per il miglior attore in una serie drammatica per Pose
- Dorian Awards
  - 2019 – Miglior attore televisivo per Pose
  - 2019 – Miglior performance musicale per Home
  - 2020 – Miglior attore televisivo per Pose
  - 2020 – Candidatura per lo spirito selvaggi dell'anno
  - 2020 – Candidatura per l'artista del decennio
- Drama Desk Award
  - 2013 – Miglior attore protagonista in un musical per Kinky Boots
- Drama League Award
  - 2013 – Candidatura per la miglior performance per Kinky Boots
- Grammy Award
  - 2014 – Miglior album di un musical teatrale per Kinky Boots
- Premio Emmy
  - 2019 – Miglior attore in una serie drammatica per Pose
  - 2020 – Candidatura per il miglior attore in una serie drammatica per Pose
- Outer Critics Circle Award
  - 2013 – Miglior attore protagonista in un musical per Kinky Boots
- Tony Award
  - 2013 – Miglior attore protagonista in un musical per Kinky Boots
  - 2022 – Miglior Musical per A Strange Loop (produttore)
  - 2024 – Isabelle Stevenson Award

## Doppiatori italiani
Nelle versioni in italiano dei suoi film, Billy Porter è stato doppiato da:
- Stefano Brusa in American Horror Story, Pose, Amiche in affari
- Nanni Baldini in Law & Order - Unità vittime speciali, 80 voglia di Brady
- Fabio Boccanera in Il club dei cuori infranti
- Luigi Ferraro in Un amore sotto l'albero
- Giovanni Scifoni in Cenerentola